# Forcipomyia scurra
Forcipomyia scurra är en tvåvingeart som beskrevs av Debenham 1987. Forcipomyia scurra ingår i släktet Forcipomyia och familjen svidknott. Inga underarter finns listade i Catalogue of Life.